# تصحح طبيعي
اعتلال طبيعي (بالإنجليزية: Orthopathy) أو التصحح الطبيعي (بالإنجليزية: Natural Hygiene)، وهي مجموعة من المعتقدات والممارسات الطبية البديلة الناشئة عن حركة العلاج الطبيعية، وقد يدعى المؤيدون أن الصيام واتباع نظام غذائى وغيرها من تدابير نمط الحياة وكل ما هو ضروري للوقاية من الأمراض وعلاجها.
ويعتبرالعلاج بدون الدواء هو ضد معظم العلاج الطبي السائد والبديل باستثناء الجراحة في حالات معينة مثل كسر العظام وإزالة سبب ثانوى مميت، كما أن العلاج بدون دواء له أصوله في العلاج الطبيعى وظهرت لأول مرة في أوائل القرن التاسع عشر.